# Claverack
Claverack – miasto w Stanach Zjednoczonych, w stanie Nowy Jork, w hrabstwie Columbia.